# الطريق السريع 20 (إسرائيل)

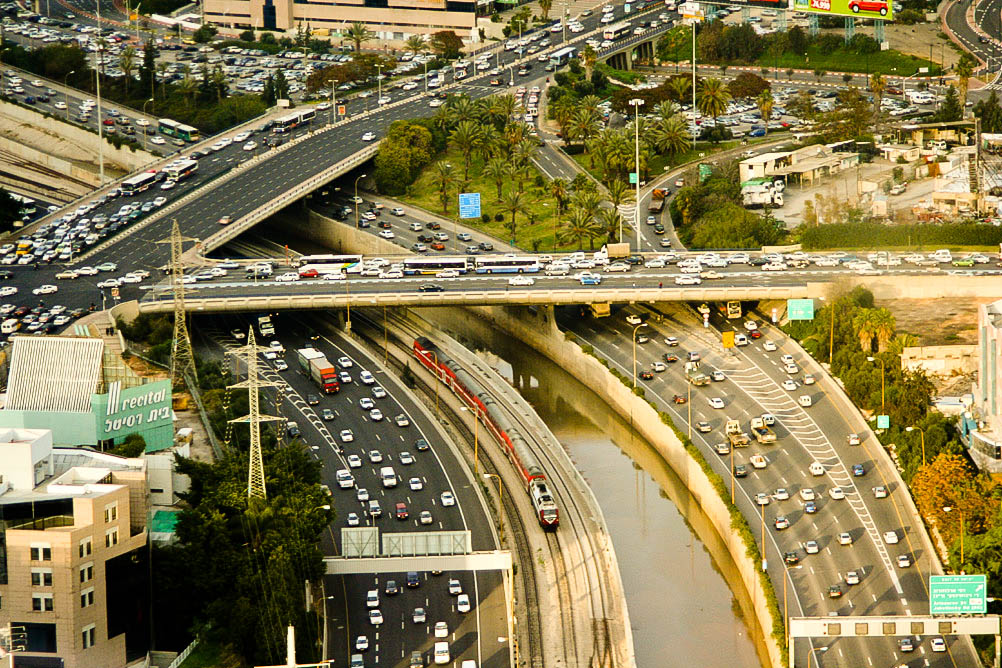
مقطع من الطريق السريع

الطريق السريع 20 أو طريق أيالون السريع هو طريق سريع داخل المدن الرئيسية في غوش دان بإسرائيل، يربط الطريق كل الطرق السريعة الرئيسية المؤدية إلى تل أبيب مثل الطريق الطريق السريع رقم 4 القادم من أشدود والمناطق الجنوبية، الطريق السريع رقم 2 القادم من حيفا والمناطق الشمالية، الطريق السريع رقم 5 القادم من الشرق، والطريق السريع رقم 1 من القدس وجنوب شرقها، تسافر يومياً قرابة 600,000 مركبة عبر الطريق السريع.
يمر بمنطقة الطريق إحدى روافد نهر العوجا وهو وادي المصرارة.